# Konrad Nesen
Konrad Nesen auch: Nes(s)enus, Nastadiensis, Nysenus; (* um 1495 in Nastätten; † 25. Juni 1560 in Zittau) war ein deutscher Humanist und Bürgermeister von Zittau.

## Leben
Aus bescheidenen Verhältnissen stammend hatte er das Glück, dass sein Vater, der in der Landwirtschaft tätig war, ein Studium für ihn und seinen älteren Bruder Wilhelm finanzieren konnte. Möglicherweise hatte er auch Gönner gefunden, die ihm dies bewerkstelligten. Konrad war wie sein Bruder mit Martin Luther bekannt. Unbestimmte Zeit nach dem 31. Oktober 1517, dem ersten schriftlichen Zeugnis Luthers 95 Thesen, fügte er sie auch an Briefe für die Brüder Nesen bei. Konrad Nesen veröffentlichte sie ohne Luthers Wissen. 1519 trifft man ihn an der Universität Paris, wo er ein Rechtsstudium aufgenommen hatte. Da er mit seinem Bruder über die Verhältnisse im damaligen Löwen unterrichtet wurde, gab er einen „Dialogus sane quam festivus bilinguium ac trilingum, sive de funere Calliope“ (1519 Löwen) heraus, der die dortigen Verhältnisse satirisch kommentierte. 1525 wechselt er an die Universität Wittenberg, um sein Rechtsstudium fortzusetzen.
1530 wird er Präzeptor am Hof König Ferdinands, kehrt aber aus gesundheitlichen Gründen zwei Jahre später zurück an die Wittenberger Universität und avanciert zum Lizentiaten der Rechte. Er wird von Philipp Melanchthon als Stadtsyndikus nach Zittau empfohlen, erlebt dort einen Aufstieg bis 1541 zum Bürgermeister und vertritt die Interessen der Stadt auf dem Landtag in Prag. Dort saß er im Gremium, welches über die Türkensteuer beriet. 1542 wird er in den Adelsstand erhoben, zeigte sich behilflich bei der Durchführung der Reformation in den Kirchen und Schulen. Durch den Oberlausitzer Pönfall büßte er seine Tätigkeit beim Zittauer Rat ein. Erst im Folgejahr gelang es ihm wieder, an eine Ratsstelle zu kommen und durch den Pönfall verlorene Güter der Stadt wieder zuzuführen.
Nesen war in erster Ehe verheiratet mit einer Dorothea nicht überlieferten Nachnamens und in zweiter Ehe mit Anna Rosenhain. Aus der ersten Ehe entstammten eine Tochter und ein Sohn, aus der zweiten fünf Söhne.